# Краткий очерк истории философии
«Краткий очерк истории философии» — учебное пособие по истории философии для студентов гуманитарных факультетов высших учебных заведений, а также для самостоятельно изучающих историю философии.

## Авторы
Учебное пособие выходило под редакцией М. Т. Иовчука, Т. И. Ойзермана и И. Я. Щипанова. Авторами отдельных глав книги были В. Ф. Асмус, А. О. Маковельский, Ш. Ф. Мамедов, Ю. К. Мельвиль, И. С. Нарский, В. В. Соколов, Ян Хиншун и другие.

## Издания
Первое издание книги вышло в 1960 году. Впоследствии учебник неоднократно переиздавался, а также был переведён на ряд иностранных языков. При подготовке четвертого издания «Краткого очерка» (1981) авторы его — специалисты по различным разделам истории философии — дополнили книгу новыми данными, включили новые разделы по документам и материалам XXV и XXVI съездов КПСС.
- Краткий очерк истории философии / Под ред. М. Т. Иовчука, Т. И. Ойзермана, И. Я. Щипанова. — Второе, переработанное издание. — М.: Мысль, 1969. — 790 с. — 60 000 (допечатка) экз.
- Краткий очерк истории философии / Под ред. М. Т. Иовчука, Т. И. Ойзермана, И. Я. Щипанова. — Изд. 2-е, переработ. — М.: Мысль, 1971. — 790 с. — 60 000 экз.

## Оценки
Учебник был отмечен Философской энциклопедией среди трудов советских учёных по истории философии. В Большой советской энциклопедии учебник «Краткий очерк истории философии» был включён в список рекомендуемой литературы по философии.

## Похожие книги
- Краткий очерк истории философии / Под ред. проф. А. В. Щеглова; Акад. наук СССР Ин-т философии. — М.: Соцэкгиз, 1940. — 240 с.